# 弗雷德里克·斯莫尔本
弗雷德里克·斯莫尔本（英語：Frederick Smallbone，1948年1月22日—），英国男子赛艇运动员。他曾代表英国参加1972年和1976年夏季奥林匹克运动会赛艇比赛，其中1976年奥运会获得一枚银牌。